# Antigenes (Mediziner)
Antigenes war ein in der 2. Hälfte des 3. Jahrhunderts v. Chr. lebender griechischer Arzt.
Antigenes war ein Schüler des Kleophantos. Da bekannt ist, dass Mnemon, einer seiner Mitschüler, während der Regierung des ägyptischen Königs Ptolemaios III. Euergetes (246–222 v. Chr.) wirkte, muss Antigenes etwa zur gleichen Zeit gelebt haben. Er schrieb ein Werk über Fieber und Geschwulste, das von Caelius Aurelianus zitiert wird. Wahrscheinlich ist er identisch mit dem von Galen zusammen mit Praxagoras, Erasistratos u. a. um dieselbe Zeit lebenden Medizinern erwähnten Antigenes. Demnach war er vor allem als Anatom berühmt.